# Iniz-Er-Mour
Iniz-Er-Mour, orthographié Iniz er Mor sur Géoportail, est un îlot situé dans la rivière d'Étel, en France. Il est également appelé « l'île aux Sternes ».

## Localisation
L'îlot Iniz-Er-Mour est situé près de la rive occidentale de la rivière d'Étel, 180 mètres à l'est de la pointe de Mané Hellec, sur la commune de Sainte-Hélène dans le Morbihan. Avec l'îlot Logoden proche, il bénéficie d'un statut de protection.

## Description

### Flore
Sur l'îlot, poussent au surplus une touffe d’ajonc, deux de prunellier et plusieurs de fragon.

### Faune
Les sternes observées sont :
- la Sterne pierregarin, qui nichait en 1977 lorsque la première colonie fut découverte ;
- la Sterne caugek installée en nombre en 1980, mais qui ne niche pas régulièrement ;
- la Sterne de Dougall occasionnellement observée.

## Les actions
Sur cet îlot de la Ria, un gardiennage et un suivi scientifique est effectué annuellement de mai à juillet sur les populations de sternes qui y nichent. Ce suivi est réalisé par des écovolontaires affiliés à Bretagne Vivante. Ils ont pour but de faire des comptages des individus de la colonie (sternes pierregarin, caugek et naine), puis un comptage des œufs est réalisé début juin par le conservateur et l'écovolontaire. À partir de cette période, le suivi et le gardiennage deviennent obligatoires.
Le gardiennage est nécessaire afin d'éviter tout dérangement de la colonie et l'échec de la reproduction. Il permet aussi de faire de la sensibilisation auprès des usagers du site et notamment des kayakistes. Il assure le comptage du nombre de poussins éclos et du nombre de ceux qui réussissent à s'envoler.
Ces actions sont rendues possibles par l'action de Bretagne Vivante et le financement de l'union européenne dans le cadre du programme LIFE : le Life Dougall sur la sterne de Dougall, la plus rare des sternes.

## Protection
Iniz-Er-Mour fait l'objet d'un arrêté préfectoral de protection de biotope (APPB) qui vise la préservation de biotopes variés, indispensables à la survie d’espèces protégées spécifiques depuis le 14 avril 1980.
L'accostage est généralement interdit du 15 avril au 31 août.